# Diplocotylidae
Diplocotylidae är en familj av plattmaskar. Diplocotylidae ingår i ordningen Eucestoda, klassen Neodermata, fylumet plattmaskar och riket djur.